# 愛本みずほ
愛本 みずほ（あいもと みずほ、1964年11月29日 - ）は、日本の漫画家。女性。大阪府出身。射手座。

## 人物
1987年、第5回BFまんがオーディションで佳作となった「彼のポケットに天使」が『別冊少女フレンド』（講談社）に掲載されデビュー。以後、同誌や『BE・LOVE』（講談社）で活躍。実在の白血病患者をモデルに書いた作品『由希子 -輝くいのち-』以降、病気や障害をテーマにした漫画が多く、「だいすき!! ゆずの子育て日記」は知的障害者の子育てをテーマにしている作品である。
女性歌手の大西ユカリとは大阪府立金剛高等学校の同級生で、2002年9月に地元で行われた凱旋コンサートではゲストとして招かれている。
チャリティ活動にも取り組んでおり、東日本大震災の被災者を支援する為に他の漫画家と共同で東日本大震災チャリティ同人誌「pray for Japan」で執筆する。

## 作品リスト
- こ〜んなにきみをI LOVE YOU!（1990年、『別冊フレンド』、講談社、全1巻）
- 哀しい気分DE失恋倶楽部（1991年、『別冊フレンド』、全1巻）
- ABOの天使たち（1991年、『別冊フレンド』、全1巻）
- あしたきっとあなたに（1992年、『別冊フレンド』、全1巻）
- ハーフ・ボイルド・エンジェル（1993年、『別冊フレンド』、全1巻）
- Kiss♪kiss♪kiss（1991年、『別冊フレンド』、全1巻）
- 花ごよみ病院の人々（1993年 - 1994年、『別冊フレンド』、全2巻）
- 由希子 -輝くいのち-（1994年、『別冊フレンド』、全1巻）
- 彼と彼女のイエスタデイ（1994年 - 1995年、『別冊フレンド』、全1巻）
- 同窓会 -Re union-（1996年、『別冊フレンド』、全1巻）
- 天使になりたい -ひなのナース日誌-（1998年 - 2001年、『別冊フレンド』、全4巻） - 単行本未収録分はマンガ図書館Zにて第5巻として電子書籍化
- だいすき!! ゆずの子育て日記（2005年 - 2012年、『BE・LOVE』、講談社、全17巻） - 2008年にテレビドラマ化
  - ひまわり!! それからのだいすき!!（2012年 - 2016年4月、『BE・LOVE』、講談社、全11巻）
- ぼくの素晴らしい人生（2016年12月 - 2019年4月、『BE・LOVE』、講談社[3]、全5巻）
- 愛しい嘘 優しい闇（『Palcy』2020年4月25日[4] - 2024年4月13日、全7巻）

### 読み切り
- 手紙（『別フレ』2002掲載） - 『愛本みずほ 未収録作品集』収録

### 単行本未収録作品
- 天使になりたい -ひなのナース日誌-
  - 看護師編第7話（『別フレ』2001掲載）
  - 看護師編第8話（『Juliet』2002年4月号掲載）
- しあわせのかたち（『BE・LOVE』2004年23 - 25号掲載）